# カップヌードル カレー

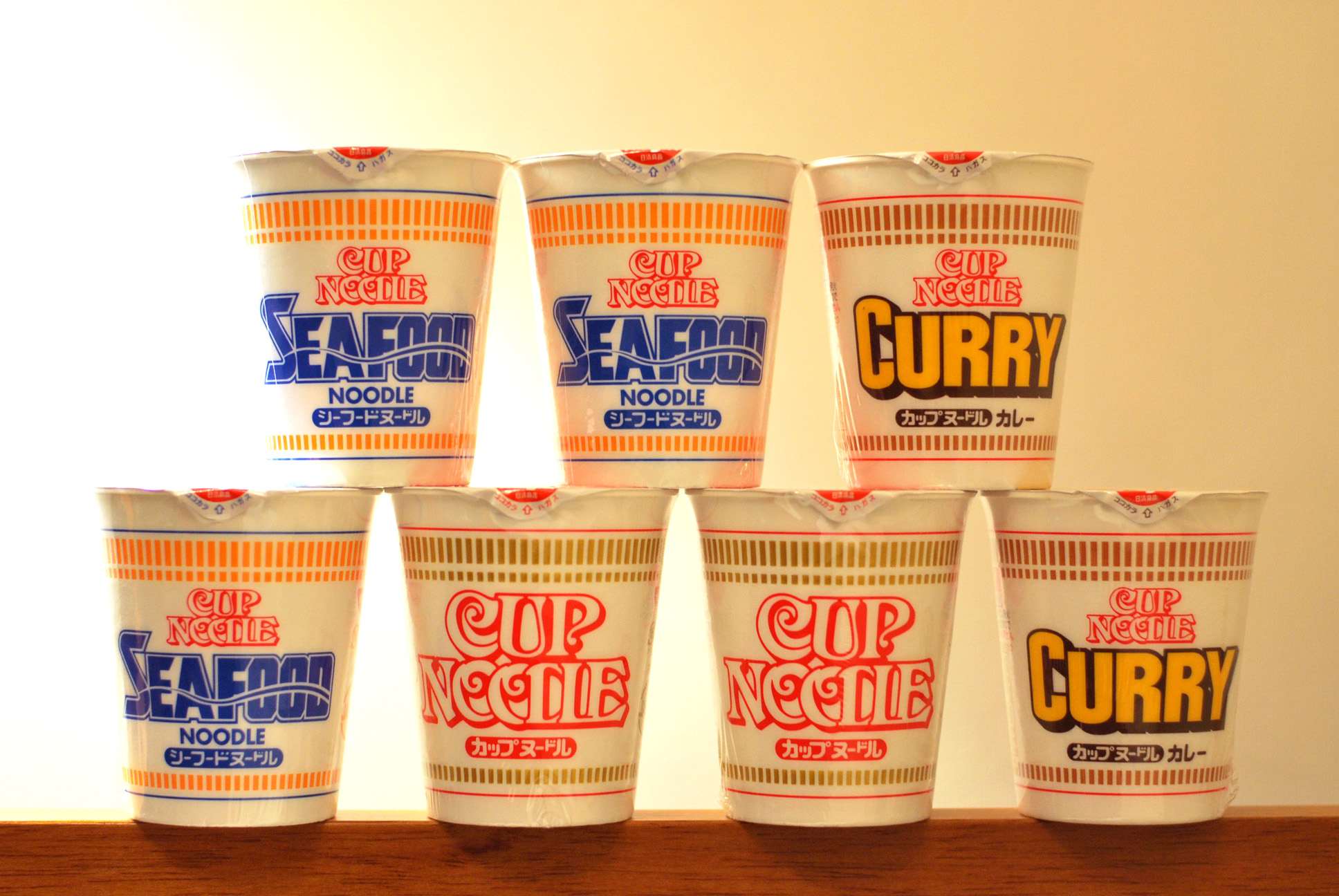
上下段右端がカップヌードル カレー

カップヌードル カレーとは、日清食品が発売しているカップラーメンで、カップヌードルの一種。「カップヌードル」発売2年後の1973年5月に販売を開始した。通称は「カレーヌードル」。
太めの油揚げ麺（60g）に、野菜の甘味が付いたとろみのあるスープが特徴のカップ麺であり、内容量は85gである。2009年9月より、ジューシーな豚肉の旨みが特長の本格的な角切りチャーシュー「コロッとしたチャーシュー」をカレー用にアレンジした「カレー専用コロ・チャー」が入りリニューアルされた。具材は、上記カレー専用コロチャー他、ジャガイモ、ニンジンなどである。他のカップヌードルと同様に基準線まで（約300mlの）熱湯を入れ、3分待つと完成する。

## 標準栄養成分
- エネルギー 422kcal
- たん白質 9.0g
- 脂質 20.4g
- 炭水化物 50.6g
- ナトリウム 1.7g
- ビタミンB1 0.21mg
- ビタミンB2 0.20mg
- カルシウム 108mg

## 派生
- カップヌードル ミルクカレー - 「カップヌードルカレーをホットミルクで作ると美味しい」という噂から作られた商品。「ミルクシーフードヌードル」と発売の経緯は同じ[1]。
- カップヌードル レッドカレー - 赤唐辛子とトマトのスープが特徴[2]。
- カップヌードル スパイシーカレー - ブラックペッパーとガーリックのスタミナ系カレースープが特徴[2]。
- カップヌードル 塩分控えめPRO 1日分のカルシウム&ビタミンD カレー　-  「ちゃんとおいしい!ソルトオフ製法」で従来の「カップヌードル　カレー」と比べて塩分30%カットするとともに、1日分のカルシウムとビタミンD、たっぷりの食物繊維を配合。